# Ignace Van der Brempt
Ignace Van der Brempt (Amberes, 1 de abril de 2002) es un futbolista belga que juega en la demarcación de defensa para el Como 1907 de la Serie A.

## Trayectoria
Tras empezar a formarse como futbolista en el Schelle Sport, K. Beerschot AC, Rupel Boom, KV Mechelen y en el Club Brujas, finalmente hizo su debut con el primer equipo el 14 de septiembre de 2019 en la séptima jornada de la Primera División de Bélgica contra el Cercle Brugge, tras sustituir a Krépin Diatta en el minuto 79. En total jugó 36 partidos y el 31 de enero de 2022 se marchó traspasado al Red Bull Salzburgo, equipo con el que firmó hasta junio de 2026. En Austria estuvo un año y medio antes de recalar cedido en el Hamburgo S. V. para competir durante la temporada 2023-24. La siguiente también fue prestado, siendo esta vez el Como 1907 su destino.

## Estadísticas

### Clubes
Actualizado al último partido disputado el 19 de octubre de 2024.
‌
| Club                         | Div.          | Temporada     | Liga  | Liga  | Copas nacionales | Copas nacionales | Copas internacionales | Copas internacionales | Total | Total |
| Club                         | Div.          | Temporada     | Part. | Goles | Part.            | Goles            | Part.                 | Goles                 | Part. | Goles |
| ---------------------------- | ------------- | ------------- | ----- | ----- | ---------------- | ---------------- | --------------------- | --------------------- | ----- | ----- |
| Club Brujas · Bélgica        | 1.ª           | 2019-20       | 1     | 0     | 1                | 0                | 0                     | 0                     | 2     | 0     |
| Club Brujas · Bélgica        | 1.ª           | 2020-21       | 9     | 1     | 2                | 0                | 3                     | 0                     | 14    | 1     |
| Club Brujas · Bélgica        | 1.ª           | 2021-22       | 12    | 0     | 3                | 0                | 5                     | 0                     | 20    | 0     |
| Club Brujas · Bélgica        | Total club    | Total club    | 22    | 1     | 6                | 0                | 8                     | 0                     | 36    | 1     |
| Red Bull Salzburgo · Austria | 1.ª           | 2021-22       | 6     | 0     | 0                | 0                | 0                     | 0                     | 6     | 0     |
| Red Bull Salzburgo · Austria | 1.ª           | 2022-23       | 15    | 0     | 2                | 1                | 1                     | 0                     | 18    | 1     |
| Hamburgo S. V. · Alemania    | 2.ª           | 2023-24       | 23    | 0     | 1                | 0                | —                     | —                     | 24    | 0     |
| Hamburgo S. V. · Alemania    | Total club    | Total club    | 23    | 0     | 1                | 0                | 0                     | 0                     | 24    | 0     |
| Red Bull Salzburgo · Austria | 1.ª           | 2024-25       | 1     | 0     | 0                | 0                | 3                     | 0                     | 4     | 0     |
| Red Bull Salzburgo · Austria | Total club    | Total club    | 1     | 0     | 0                | 0                | 3                     | 0                     | 4     | 0     |
| Como 1907 · Italia           | 1.ª           | 2024-25       | 5     | 0     | 0                | 0                | —                     | —                     | 5     | 0     |
| Como 1907 · Italia           | Total club    | Total club    | 5     | 0     | 0                | 0                | 0                     | 0                     | 5     | 0     |
| Total carrera                | Total carrera | Total carrera | 72    | 1     | 9                | 1                | 12                    | 0                     | 93    | 2     |

## Palmarés

### Títulos nacionales
| Título                      | Club               | País    | Año  |
| --------------------------- | ------------------ | ------- | ---- |
| Primera División de Bélgica | Club Brujas        | Bélgica | 2020 |
| Primera División de Bélgica | Club Brujas        | Bélgica | 2021 |
| Supercopa de Bélgica        | Club Brujas        | Bélgica | 2021 |
| Bundesliga                  | Red Bull Salzburgo | Austria | 2022 |
| Copa de Austria             | Red Bull Salzburgo | Austria | 2022 |
| Bundesliga                  | Red Bull Salzburgo | Austria | 2023 |